# Гизела фон Фалкенщайн
Гизела фон Фалкенщайн (на немски: Gisela von Falkenstein; † сл. 1 май 1313 или 1314) е благородничка от фамилията Фалкенщайн и чрез женитби графиня на Золмс-Кьонигсберг и господарка на Бройберг.

## Произход
Тя е дъщеря на Филип II фон Фалкенщайн († 1293) и съпругата му вилдграфиня Гизела фон Кирбург († сл. 1313), дъщеря на вилдграф Емих II фон Кирбург-Шмидтбург († 1284) и Елизабет фон Монфор († сл. 1269). 
Сестра е на Улрих I († 1300), Филип IV фон Фалкенщайн († сл. 1328), Елизабет († сл. 1293) и Изенгард фон Фалкенщайн († 1304), омъжена за Вирих III 'Млади' фон Даун-Щайн-Оберщайн, Елизабет († 1299).

## Фамилия
Първи брак: с граф Райнболд II фон Золмс-Кьонигсберг († между 10 март 1305 и 1 март 1308), най-големият син на граф Райнболд I фон Золмс-Кьонигсберг († 1279) и съпругата му Елизабет фон Вилденбург († 1303). Те имат трима сина:
- Филип фон Золмс-Кьонигсберг († 1364/1365), женен I. пр. 13 април 1332 г. за Имагина фон Спонхайм-Кройцнах († 1354), дъщеря на граф Симон II фон Спонхайм-Кройцнах, II. пр. 1355 г. за Елизбет фон Золмс-Браунфелс († 1386), дъщеря на граф Бернхард I фон Золмс-Браунфелс

- Райнболд III фон Золмс († февруари 1355)
- Райнболд IV фон Золмс († февруари 1355)

Втори брак: между 1304 и 1 март 1308 г. с Ароаз фон Бройберг (* пр. 1274; † сл. 27 септември 1323), син на Еберхард фон Бройберг († 1286) и Мехтилд фон Бюдинген († сл. 1274), дъщеря на Герлах II фон Бюдинген. Те имат две дъщери:
- Куница Райц фон Бройберг (* пр. 1317; † 24 август 1331), омъжена за Конрад V фон Тримберг (* пр. 1323; † сл. 1370), син на Конрад IV фон Тримберг († 1306/1308) и Агнес фон Хоенберг († сл. 1308)
- Мехтилд Райц фон Бройберг (* пр. 1317; † сл. 1329), монахиня

## Галерия
- Герб на фамилията Фалкенщайн
- Герб на Золмските графове
- Герб на господарите на Бройберг